# Digital Extremes
Digital Extremes es una empresa  canadiense desarrolladora de videojuegos fundada en 1993 por James Schmalz. Es conocida por su parte en la creación de la exitosa saga de juegos Unreal. La sede de Digital Extremes está actualmente ubicada en London, Ontario.

## Juegos desarrollados/codesarrollados
- Epic Pinball – PC (1993)
- Silverball – PC (1993)
- Extreme Pinball – PC (1995)
- Unreal – PC (1998)
- Unreal Tournament – PC (1999), PlayStation 2/Dreamcast (2000)
- Unreal Championship – Xbox (2002)
- Adventure Pinball: Forgotten Island – PC (2001)
- Unreal Tournament 2003 – PC (2002)
- Unreal Tournament 2004 – PC (2004)
- Pariah – PC/Xbox (2005)
- Warpath – PC/Xbox (2006)
- Dark Sector – PlayStation 3/Xbox 360 (2008), PC (2009)
- BioShock – PlayStation 3 (2008)
- BioShock 2 – PC/PlayStation 3/Xbox 360 (Parte multijugador, 2010)
- The Darkness 2 – PC/PlayStation 3/Xbox 360 (2011)
- Warframe – PC/Mac/PlayStation 4 (2013) Xbox One (2014) Nintendo Switch (2018)